# HSBC Bank Australia
HSBC Bank Australia (anteriormente conocido como Hong Kong Bank of Australia Limited) es la filial australiana de HSBC. El banco ofrece una amplia gama de servicios financieros en Australia a través de una red de 36 sucursales y oficinas. Estos servicios incluyen banca minorista y comercial, planificación financiera, financiación del comercio, tesorería y mercados financieros, pagos y gestión de efectivo, y custodia de valores.
HSBC Australia obtuvo una licencia bancaria en 1986, aunque el banco había establecido originalmente una presencia en Australia como Hongkong Finance Ltd en 1964. Es un banco extranjero en Australia que ofrece una amplia gama de productos y servicios bancarios al sector minorista, sectores comerciales, corporativos e institucionales. La sede del banco está ubicada en Barangaroo, un suburbio en el centro de Sydney

## Historia
HSBC obtuvo una licencia bancaria para operar en Australia en 1986 después de que el gobierno federal australiano cambiara las reglas para permitir la entrada de bancos extranjeros al país. HSBC no fue el primer banco extranjero en ingresar a Australia, el primero fue Chase-AMP, pero HSBC fue uno de los primeros entrantes extranjeros en el sector de la banca empresarial.

## Productos y servicios
HSBC ofrece una amplia gama de cuentas bancarias en Australia, incluidas cuentas de transacciones y de ahorro, depósitos a plazo y cuentas en moneda extranjera.
Todas las cuentas de transacciones de HSBC incluyen una tarjeta de débito VISA, acceso sin cargo a más de 3000 cajeros automáticos en toda Australia, que incluyen aquellos de HSBC y bancos que ofrecen acceso a cajeros automáticos sin cargo y acceso a banca móvil.
HSBC Premier, que está disponible en Australia y otros mercados dentro del Grupo HSBC, es un servicio bancario premium disponible para sus clientes de buen capital económico e incluye un servicio de planificación financiera personal, una plataforma de negociación de acciones en línea y asistencia SMSF para asesorar sobre todo tipo. de inversiones personales y empresariales.

### Tarjetas de crédito
Las tarjetas de crédito HSBC incluyen tarjetas con tasas de interés bajas, tarifas bajas y recompensas, con características que incluyen tasas de interés bajas y tarifas anuales, ofertas de transferencia de saldo y la posibilidad de ganar puntos HSBC Rewards que se pueden canjear por una variedad de productos y servicios o Qantas Points para el programa Qantas Frequent Flyer de Qantas.